# Жеравна
Же́равна (болг. Жеравна) — село в Сливенській області Болгарії. Входить до складу общини Котел.

## Населення
За даними перепису населення 2011 року у селі проживали 413 осіб.
Національний склад населення села:
| Національність   | Кількість осіб | Відсоток |
| ---------------- | -------------- | -------- |
| болгари          | 377            | 92,6 %   |
| інша             | 26             | 6,4 %    |
| не визначились   | 0              | 0 %      |
| Всього відповіли | 407            |          |

Розподіл населення за віком у 2011 році:
Динаміка населення: